# Янгол помсти
Янгол помсти (англ. Avenging Angelo) — комедійний фільм 2002 року.

## Сюжет
Красива і багата Дженніфер Барретт довідується, що насправді вона — дочка нещодавно убитого ватажка мафії Анджело Алліг'єрі. Тепер їй дісталися в спадок його вірний охоронець Френкі і сила-силенна похмурих типів, що мріють поквитатися з ріднею свого одвічного ворога. Шануючи клятву, дану босові, безстрашний Френкі захищає Дженніфер від найманих головорізів, не припускаючи, що спекотна красуня вже придумує хитромудрий план помсти вбивцям її батька.

## У ролях
- Сільвестр Сталлоне — Френкі Делано
- Медлін Стоу — Дженніфер Барретт Алліг'єрі
- Ентоні Квінн — Анджело Алліг'єрі
- Рауль Бова — Марчелло / Джанні Карбоні
- Гаррі Ван Горкум — Кіп Барретт
- Біллі Гарделл — Бруно
- Джордж Туліатос — Лусіо Малатеста
- Анджело Селеста — священик
- Езра Перлман — Роулі Барретт
- Керін Моффат — Ешлі
- Джон Гілберт — Вітні Тауерс
- Доун Грінхал — Пеггі Тауерс
- Анджело Царучас — головоріз
- Ненсі Бітті — служниця
- Лорі Енн Олтер — Кей
- Крістіна Ніколл — Беккі
- Джино Маррокко — Семмі Карбоні